# Jules Jacquemart
Jules-Ferdinand Jacquemart, född den 3 september 1837 i Paris, död den 26 september 1880 i Nice, var en fransk grafiker, son till samlaren och konstskriftställaren Albert Jacquemart.
Som konstnär var Jacquemart autodidakt men nådde snart fulländat tekniskt mästerskap. I sina porträtt och reproduktioner efter äldre mästare briljerade Jacquemart med rikt ljusdunkel och skickligt använda kombinationer mellan olika tekniker. Berömda är Jacquemarts etsningar till faderns vetenskapliga verk om keramik. Familjens rika samlingar av konst och keramik donerades av systern Nélie Jacquemart (gift André) till Institut de France för att bilda Musée Jacquemart-André i Paris.